# Hyōgo (quận)
 Hyōgo-ku  (兵庫区) là một trong 9 khu của thành phố Kobe, tỉnh Hyōgo, Nhật Bản.